# Cantón de Donnemarie-Dontilly
El cantón de Donnemarie-Dontilly era una división administrativa francesa, que estaba situada en el departamento de Sena y Marne y la región de Isla de Francia.

## Composición
El cantón estaba formado por diecinueve comunas:
- Cessoy-en-Montois
- Châtenay-sur-Seine
- Coutençon
- Donnemarie-Dontilly
- Égligny
- Gurcy-le-Châtel
- Jutigny
- Lizines
- Luisetaines
- Meigneux
- Mons-en-Montois
- Montigny-Lencoup
- Paroy
- Savins
- Sigy
- Sognolles-en-Montois
- Thénisy
- Villeneuve-les-Bordes
- Vimpelles

## Supresión del cantón de Donnemarie-Dontilly
En aplicación del Decreto n.º 2014-186 de 18 de febrero de 2014, el cantón de Donnemarie-Dontilly fue suprimido el 22 de marzo de 2015 y sus 19 comunas pasaron a formar parte del nuevo cantón de Provins.